# 巴爾維采
巴爾維采是波蘭的城鎮，位於該國西北部波羅的高地，距離波莫瑞地區德拉夫斯科20公里，由西波美拉尼亞省負責管轄，面積7.42平方公里，海拔高度143米，2010年人口3,713。

## 外部連結
- Official town webpage （页面存档备份，存于）
- High resolution satellite photo from Google Maps
- Jewish Community in Barwice （页面存档备份，存于） on Virtual Shtetl

53°44′N 16°21′E / 53.733°N 16.350°E